# ابرهاردتسل
ابرهاردتسل (به آلمانی: برهاردتسل) یک شهر در آلمان است که در Biberach واقع شده‌است. ابرهاردتسل ۴٬۰۳۶ نفر جمعیت دارد.